# Josef Schnetzer
Josef Schnetzer (* 16. März 1905 in Imst; † 1993 in Linz) war ein österreichischer Maler und von 1968 bis 1984 Präsident der Berufsvereinigung der bildenden Künstler Oberösterreichs.

## Leben und Wirken
Schnetzer ist in Meran aufgewachsen und besuchte von 1913 bis 1921 das Gymnasium in Linz. Anfang der 1920er-Jahre war er Schüler von Matthias May und folgte diesem nach München, wo er nach dessen Tod die Königliche Kunstgewerbeschule München (Walter Engels, Temperamalerei) und von 1925 bis 1928 die Akademie der bildenden Künste München (Karl Kaspar, Akt- und Porträtzeichnen) besuchte und anschließend nach Linz zurückkehrte. Zu seinen ersten größeren Aufträgen als freischaffender Künstler zählten Tafelbilder für die Don-Bosco-Kirche in Linz (1930) und daran anschließend ein Zyklus von 24 Kreuzwegstationen. Es handelt sich um die wenigen erhalten gebliebenen Werke aus seiner Frühzeit.
Nach sieben Jahren Kriegsdienst und einer schweren Verwundung waren 1945 sein Atelier und sämtliche seiner dort untergebrachten Werke vernichtet. Die nach 1945 entstandenen Bilder waren Landschaften und Bildnisse in Öl oder Tempera sowie Arbeiten in Pastell, Zeichnungen, Buchillustrationen und Plakatentwürfe. Einige Sgraffiti an Linzer Neubauten gehören zum Gebiet der Monumentalmalerei. Auf Grund seiner Mitgliedschaft in der Berufsvereinigung der bildenden Künstler Oberösterreichs nahm er an deren Ausstellungen in der Neuen Galerie der Stadt Linz teil.
Er war Mitglied und 16 Jahre lang Präsident der Berufsvereinigung der bildenden Künstler Österreichs (Landesorganisation Oberösterreich), Gründungsmitglied der Mühlviertler Künstlergilde und Mitglied der Innviertler Künstlergilde.

## Ausstellungen
- Kollektivausstellung 1936 im Linzer Künstlerbund MAERZ, hauptsächlich mit figürlichen Arbeiten, Landschaften und Bildnisse
- Ausstellungsteilnahme im Kaufmännischen Vereinshaus in Linz (1947)
- Kollektivausstellung 1956 im Oberösterreichischen Landesmuseum mit Erstellung eines Katalogs und Porträt im Kulturbericht 1956, Folge 11
- Ausstellung: Ein Leben für die Kunst im Landeskulturzentrum Ursulinenhof 1980 mit Katalog und neuerlich 1985 ebenfalls mit Katalog

## Auszeichnungen
- Ehrenkreuz für Wissenschaft und Kunst[2]